# Yordy Reyna
José Yordy Reyna Serna (ur. 17 września 1993 w Chiclayo) – peruwiański piłkarz występujący na pozycji pomocnika w Rodinie Moskwa.

## Kariera klubowa
Reyna profesjonalną karierę zaczynał w klubie z rodzinnego kraju Alianza Lima. Latem 2013 roku przeniósł się do Austrii, do Red Bull Salzburg. Był z niego wypożyczony do SV Grödig i RB Leipzig. Następnie grał w takich klubach jak: Vancouver Whitecaps FC, D.C. United i Charlotte FC. W 2023 przeszedł do Torpeda Moskwa. W 2024 wypożyczono go do Rodiny Moskwa.

## Kariera reprezentacyjna
W reprezentacji Peru zadebiutował 22 marca 2013 roku w meczu eliminacji mistrzostw świata przeciwko Chile. Na boisku pojawił się w 79 minucie, zastępując Claudio Pizarro.